# District de Qo‘ng‘irot
 (décembre 2019).
Si vous disposez d'ouvrages ou d'articles de référence ou si vous connaissez des sites web de qualité traitant du thème abordé ici, merci de compléter l'article en donnant les références utiles à sa vérifiabilité et en les liant à la section « Notes et références ».
Le district de Qoʻngʻirot (ouzbek : Qo‘ng‘irot tumani, karakalpak : Qońırat rayonı) est un district du Karakalpakstan, en Ouzbékistan. 
Sa capitale est Qoʻngʻirot.
Il y a une ville (Qo'ng'irot), six communes urbaines (Jasliq, Oltinkoʻl, Oqshoʻlaq, Elobod, Qoraqalpogʻiston, Qubla-Ustyurt) et huit villages à statut officiel (Ajiniyoz, Navroʻz, Ornek, Ravshan, Suelli, Ustyurt, Xorazm, Qipchoq).